# Ester Fanous

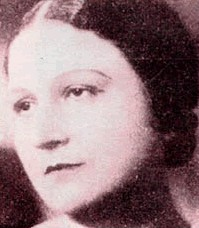
Ester Fanous

Ester Akhnoukh Fanous hay Esther Fanous (Coptic: ⲉⲥⲑⲏⲣ ⲉⲛⲱⲭ ⲫⲁⲛⲟⲩⲥ), còn được gọi là Ester Wissa (19 tháng 2 năm 1895, Assiut, Ai Cập - tháng 8 năm 1990) là một người ủng hộ nữ quyền Kitô giáo Ai Cập. Xuất thân trong một gia đình Coptic nổi tiếng, bà là một thành viên sáng lập của Hội Phụ nữ Mới và đã giúp thành lập Ủy ban Trung ương Wafd của Phụ nữ vào năm 1920. Con trai bà Hanna Fahmy Wissa đã viết về bà trong cuốn hồi ký gia đình Assiout.

## Cuộc sống
Esther Fahmy Wissa là con gái của bác sĩ Akhnoukh Fanous và Balsam Wissa. Bầu không khí quốc gia và tôn giáo đã thống trị trong nhà cha mẹ cô, điều này có ảnh hưởng lớn đến tính cách của cô; cô ấy cho biết sự tự do thông qua các ý tưởng và ý kiến được nêu ra trong gia đình của mình và thông qua những cuốn sách có giá trị tồn tại trong thư viện của cha cô. Khi luật sư nổi tiếng, Makram Ebeid, một người bạn của gia đình họ đến thăm nhà cô, Ester Fanous biết rằng Saad Zaghloul Pasha dự định với một số người bạn đi du lịch đến Anh yêu cầu dỡ bỏ quyền lực của Anh đối với Ai Cập. Sau đó, cô quyết định khởi nghĩa chống lại chủ nghĩa thực dân Anh vào đầu năm 1919.
Cảm thấy đau buồn khi các cuộc biểu tình áp đảo Ai Cập và người Anh bắn những người biểu tình, Ester đã viết cho Tổng thống Wilson của Hoa Kỳ, nói: "Bốn người đã được gửi đến chiến đấu trong trận chiến này" (cô ấy có nghĩa là Saad Zaghloul và bạn bè của mình), "nếu nó là cấp bách, chúng tôi sẽ gửi 4 trăm có thể là 4 ngàn hoặc 4 triệu để giải phóng 4 tiền lệ. Gấp 3 số người này khẳng định sẽ thiết lập công lý ở quê hương của chúng ta. Những người lớn tuổi lấy lại sức mạnh của họ, đàn ông thì dũng cảm và đàn bà thì tử tế"
Ester đến Cairo để gặp Safia Zaghloul, người đã đề xuất chữ ký của ba người phụ nữ đó trên thông điệp dành riêng cho Tổng thống Wilson. Hàng trăm phụ nữ đã tụ họp để ký vào thông điệp này và đệ trình những phản đối của họ; sau đó họ đã đi biểu tình nữ quyền nâng cao cờ của họ và hô vang các khẩu hiệu.
Cùng với Hoda Shaarawi, Ester Fanous quyết định thành lập một ủy ban đại diện cho phụ nữ Ai Cập cùng làm việc với đoàn. Trong nhà thờ St Mark, những người phụ nữ đã tổ chức một cuộc họp, tại đó Hoda Shaarawi được đề cử chủ tịch và Fekria Hosny, Ehsan Al-Qoussy và Ester Fanous được đề cử làm thư ký. Sau đó, họ tổ chức một cuộc họp chính trị tại một nhà thờ Hồi giáo nơi họ phát biểu lần đầu tiên trước những người đàn ông.
Vào tháng 3 năm 1923, Ester Fanous thành lập với các phụ nữ khác là Liên minh nữ quyền Ai Cập để cải thiện trình độ văn học và khía cạnh xã hội của phụ nữ và thúc đẩy họ được đối xử bình đẳng với nam giới về quyền và nghĩa vụ. Cô đã tham gia vào các hiệp hội khác như Hiệp hội Kitô giáo Phụ nữ trẻ và Hiệp hội Lao động Ai Cập cũng như các hiệp hội từ thiện khác.
Sau khi đau khổ bởi cái chết của con mình và đau đớn do căn bệnh của mình, Ester Fanous qua đời vào tháng 8 năm 1990, để lại một ảnh hưởng đáng kể đến sự đoàn kết dân tộc và nỗ lực giải phóng phụ nữ Ai Cập.